# Kopeček (Podorlická pahorkatina, 486 m)
Kopeček (dříve Zachlum) je vrchol v České republice ležící v pohoří Podorlická pahorkatina na rozhraní okresů Rychnov nad Kněžnou a Ústí nad Orlicí.

## Poloha
Kopeček se nachází asi tři kilometry východně od dominantního vrchu této oblasti - Chlumu asi 5 km severozápadně od Žamberku a 7 km východně od Vamberku. Na fakt, že je poněkud v jeho stínu, odkazuje i starší název vrchu. Je nejvyšším vrcholem geomorfologického podokrsku Podorlické pahorkatiny Rybenského hřbetu, který se táhne v severojižním směru mezi řekami Divoká Orlice a Zdobnice. Jelikož se nachází zároveň v jeho jižním zakončení, je na téměř všech stranách výrazně výškově oddělen. Méně výrazné sedlo se nachází pouze na severní straně, kde jej odděluje od bezejmenného vrcholu 479 m. Vrcholová partie je protáhlá v hlavním směru hřbetu.

## Vodstvo
Kopeček náleží do povodí Divoké Orlice a jejího pravého přítoku Zdobnice. Vrchol se nachází na jejich rozvodí.

## Vegetace
Vrchol Kopečku je prost vyšší vegetace i staveb a díky tomu je z něj kruhový rozhled na Podorlickou pahorkatinu a Orlické hory. V západním směru je stíněn vyšším Chlumem. Ve východním prudším svahu se nachází úzký pás lesa, který na jihovýchodní straně přechází v souvislejší lesní porost.

## Komunikace
V malé vzdálenosti severně od vrcholu prochází silnice I/11 z Vamberku do Žamberku. Polní cesta spojuje západně od vrcholu nejvyšší bod silnice s obcí Záchlumí. Žádná turistická trasa vrcholovou partií neprochází.